# Michael Conahan
Michael Conahan (født 21. april 1952 i Hazleton, Pennsylvania) er en tidligere dommer fra Luzerne County, Pennsylvania, som sammen med sin medsammensvorne dommer Mark Ciavarella var skyldig i Børn for penge-skandalen i 2008.
Conahan brugte sin indflydelse på amtets budget til at stoppe midlerne til ungdomsfængslet og indvilligede i i stedet at sende unge mennesker til en privat institution. Han er anklaget for, mod belønning, at have indvilliget i at generere mindst 1,3 millioner dollars i årlige omkostninger, der kunne faktureres til det offentlige. Han erklærede sig oprindeligt skyldig i disse anklager, men har senere trukket sin tilståelse tilbage. Han blev efterfølgende, sammen med Ciavarella, anklaget for pengevask, svig og pengeafpresning. Han endte med at erkende sig skyldig på ny og blev idømt 17,5 års fængsel samt en bøde på 874.000 dollars.

## Biografi
Conahan blev født 21. april 1952 i Hazleton, Pennsylvania. Han gik på Temple University, hvorfra han fik sin juraeksamen. Han tjente som dommer fra 1994 til 2008.